# بانک پکااو

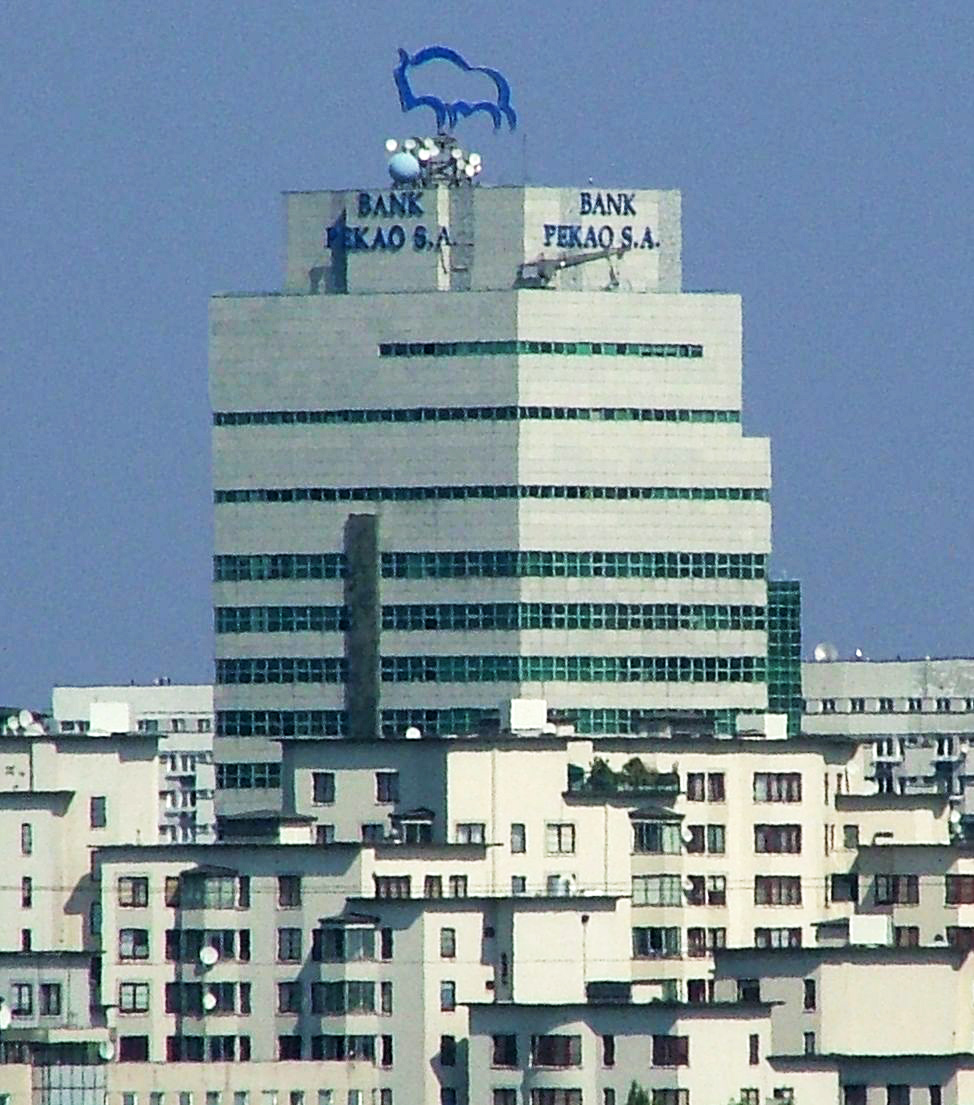
شعبه مرکزی بانک پکااو در شهر ورشو

بانک پکااو (به انگلیسی: Bank Pekao) شرکت خدمات مالی و بانکداری لهستانی است، که ۵۹٪ از سهام آن متعلق به بانک ایتالیایی؛ یونی‌کردیت می‌باشد. شعبه مرکزی این بانک در شهر ورشو قرار دارد.
بانک پکااو در سال ۱۹۲۹ توسط وزارت خزانه‌داری لهستان و به‌عنوان بانک مرکزی لهستان تأسیس شد و در سال ۱۹۳۹ تقریبأ در تمامی شهرهای بزرگ این کشور دارای شعبه بود.